# Angilbert
Angilbert (segle viii - 18 de febrer del 814) fou un franc servidor de la cort de Carlemany, a qui auxilià com a diplomàtic, abat i poeta. Pertanyé a la noblesa franca i fou educat a l'Acadèmia Palatina per Alcuí de York. Al santoral catòlic és venerat el dia de la seva mort, el 18 de febrer.

## Carrera
Quan Carlemany envià el seu fill Pipí a Itàlia com a rei dels longobards, Angiblert ascendí al rang de primicerius palatii, un alt administrador de la cort. Com a amic i conseller de Pipí, Angilbert l'assessorà quan governà Itàlia. Fou el missatger que dugué la carta del sínode de Frankfurt al papa Adrià I; fou també ambaixador en importants empreses als Estats Pontificis el 792, 794 i 796.
El 790 dC fou nomenat abat de Saint-Riquier, al nord de França, que aleshores s'anomenava Centula. En contrast amb molts dels seus predecessors i successors, qui només invertien quantitats suficients per a la manutenció personal i de la comunitat, ell invertí una gran quantitat de recursos i temps a reconstruir Saint-Riquier. Quan l'obra acabà, Carlemany romangué en aquell lloc la Pasqua de l'any 800 dC.
La relació no-sacramental d'Angilbert amb Berta, la filla de Carlemany, fou reconeguda per la cort. Tingueren, almenys, dos fills, essent Nithard un d'ells, el qual esdevingué una destacada figura a mitjan segle ix. Angilbert acompanyà Carlemany a Roma l'any 800 i fou testimoni del seu testament el 814 dC.
Els poemes d'Angilbert revelen cultura i gran quantitat de coneixements, pròpies d'un home de món. Fou el cap del cercle literari de l'emperador i és probablement l'autor d'un poema èpic, el qual descriu la vida al palau i la reunió de Carlemany amb Lleó III (aquesta obra té una imatge de Virgili, Ovidi, Lucà i Venanci Fortunat). Els poemes d'Angilbert foren publicats per Ernst Dümmler a la Monumenta Germaniae Historica.